# Said ibn Ahmad
Said ibn Ahmad al Said  död 1811 efterträdde sin fader, Ahmad ibn Said, som Imam av Oman, en titel som han behöll till sin död.